# Casal Sabini
Casal Sabini è una frazione del territorio comunale di Altamura.

## Storia
Nella frazione sono state rinvenute tracce della civiltà della pietra, del bronzo e del ferro, e questo ha portato a scoprire che la zona fu popolata in epoche passate. Nella frazione sono state rinvenute mura e cisterne dell'età romana. Vi è stato anche il ritrovamento di alcune monete d'oro dell'imperatore romano Valentiniano I.

## Geografia fisica
La zona un tempo era abitata da un considerevole numero di abitanti, infatti nella zona c'è la presenza di numerose masserie, attualmente per la maggior parte disabitate, ma un tempo costituivano l'ossatura dell'economia della città.
Il territorio circostante è dedicato all'agricoltura.